# Nichtlustig
Несмешно́ (нем. Nichtlustig — «не смешно») — комиксы художника Йоши Зауера (нем. Joscha Sauer, род. 9 мая 1978, проживает во Франкфурте).
Выпуски (страницы) комикса обычно представляют собой одиночные кадры с некоторым количеством пояснительного текста, иногда дополняемого краткими диалогами. Описываемые в них ситуации чаще всего абсурдны, на чём и строится, порой чёрный юмор комикса.
В некоторых комиксах встречаются отсылки к работам Терри Пратчетта (большинство стрипов со Смертью, некоторые с Санта-Клаусом и инопланетянами), Дугласа Адамса (тема течения, текучести, замкнутости и периодичности времени — затрагивается стрипами с участием машины времени или динозавров), и пр.

## История
Публикуется в Интернете с января 2000 (некоторые из более ранних стрипов были перерисованы для дальнейших бумажных публикаций). Имя было выбрано из-за неуверенности автора в том, будет ли подобный юмор понятен обществу, или же они определят его «не смешным».
В 2003 году была издана первая книга из серии
С 28 ноября 2007 продолжена публикация комиксов в сети.

## Персонажи
Наиболее часто встречающиеся герои комиксов:
| - лемминги с их страстью к самоубийству - йети - динозавры - мафиози - учёные — один лысый, напоминающий Ландау, другой с седой шевелюрой, напоминающий Эйнштейна - вампиры - инопланетяне - клоуны - смерть и «пудель смерти» - господин Рибман, живущий в стене между квартирами, поскольку там квартплата меньше | - утки - роботы - бегемоты - доктора - Санта-Клаус с оленями - разного рода домашние и дикие животные - мамаши и их дети - всевозможные служащие - несколько библейских персонажей - ниндзя, которых никто не видит и не замечает - люди, застрявшие на необитаемом острове - фокусники, часто с кроликами |

## Процесс создания (oт имени автора)
1. Всё конечно же начинается с некой идеи. Её я тут же перевожу в набросок, поскольку уже достаточно часто так случалось, что разные грандиозные идеи просто напросто забывались…
2. Иногда идея недостаточно хороша для целого комикса, так что я оставляю её просто в виде наброска, надеясь, что когда-нибудь найдётся подходящий случай для воплощения её в жизнь.
3. Когда идея изначально кажется мне достаточно зрелой, и при этом я сижу за своим рабочим столом, я начинаю без всяких черновых набросков сразу вырисовывать комикс.
4. Для начала, зарисовка твёрдым карандашом. При этом можно ещё что-то менять, подгонять — до тех пор пока я не почувствую, что текст, картинка и сама идея наилучшим образом сочетаются друг с другом. В оригинале размер комикса составляет 14×14 см.
5. Потом я обрисовываю рисунок линерами. Стандартный набор используется для толстых и средних линий (тела, предметы, обстановка…), а тонкий — для зрачков глаз и других мелких деталей.
6. После этого — раскрашивание кистью и акварельными красками. Решение раскрашивать рисунки таким образом не было чем-то осознанным, поскольку я всегда делал именно так, и это для меня наиболее простой путь.
7. Конечно, это достаточно продолжительный процесс, но мне нравится текстура, которая при этом образовывается. После сканирования всё выглядит ещё слишком светло и бледно.
8. Поэтому следующим шагом будет цветовое насыщение и превращение чёрного цвета в чёрное при помощи компьютера. Тут снова можно исправить какие-то ошибки, не замеченные ранее или же специально оставленные на потом — для обработки на компьютере.
9. Под конец каждый комикс обрамляется специальной NICHTLUSTIG-рамкой и дополняется www.NICHTLUSTIG.de-подписью.
10. Готово.

## Переводы на русский язык
Большинство доступных в Интернете и некоторое количество отсканированных комиксов Nichtlustig было переведено на русский язык и выложено на всеобщее обозрение в LiveJournal-сообществе ru_nichtlustig.
Определённое количество оных было также обобщено на украинском языке в ua_nichtlustig. Аналогичное сообщество есть на diary.ru — nichtlustig-in-ua

### Публикации
- Йоши Зауера. Нерождество. — Комильфо, 2007. — 80 с. — (Несмешно). — 3000 экз. — ISBN 978-5-91339-012-7.
- Йоши Зауера. Несмешно. — Комильфо, 2008. — 80 с. — (Несмешно). — 2000 экз. — ISBN 978-5-91339-019-6.